# 皮先卡區

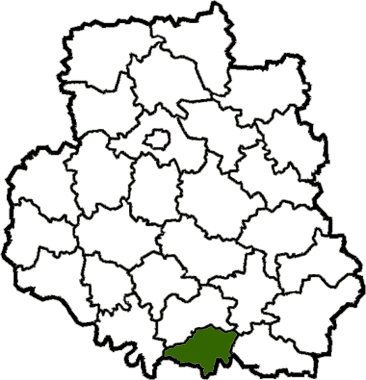

48°12′N 28°54′E / 48.200°N 28.900°E
皮先卡區（烏克蘭語：Піщанський район）是位於烏克蘭西南部文尼察州的舊區，首府設於皮先卡，並於2020年被撤銷。該區面積600平方公里，2013年人口21,667，人口密度每平方公里36.11人。